# Marianne Mikko
Marianne Mikko (ur. 26 września 1961 w Võru) – estońska polityk, dziennikarka, eurodeputowana VI kadencji, parlamentarzystka krajowa.

## Życiorys
Ukończyła w 1984 studia dziennikarskie na Uniwersytecie w Tartu. Do 1994 pracowała w krajowych gazetach jako redaktor, była też niezależnym dziennikarzem w Republice Południowej Afryki. Od 1994 do 2000 wykonywała zawód korespondenta w Brukseli. Pełniła później funkcję redaktora naczelnego specjalistycznego miesięcznika „Diplomaatia”.
W wyborach w 2004 uzyskała mandat deputowanej do Parlamentu Europejskiego z ramienia Partii Socjaldemokratycznej. Zasiadała w grupie Partii Europejskich Socjalistów oraz w Komisji Kultury i Edukacji. W 2009 bez powodzenia ubiegała się o reelekcję. W 2011 wybrana do Zgromadzenia Państwowego XII kadencji. W 2015 nie utrzymała mandatu, objęła jednak go wkrótce w miejsce jednego z nowo powołanych ministrów.